# Epifanio Scolastico
Epifanio Scolastico (fl. VI secolo) è stato uno storico romano del VI secolo, noto per avere tradotto opere storiche greche in latino.

## Biografia
Poco è noto della vita di Epifanio. Sembra che il nome Scolastico indichi "non tanto una devozione per la letteratura o la teologia, ma abbia il senso che quella parola aveva spesso nel Medioevo, cioè cappellano, amanuense, o assistente di un dignitario ecclesiastico."
Sotto la direzione di Cassiodoro, intorno al 510, compilò la Historiae Ecclesiasticae Tripartitae Epitome, detta anche Historia Tripartita ("Storia tripartita"), un manuale della storia della Chiesa che ebbe grande successo nel Medioevo. L'opera consisteva in una traduzione latina delle storie della Chiesa greca di Socrate Scolastico, Sozomeno e Teodoreto, scritte nel secolo precedente. 
Epifanio è anche autore di una traduzione dei commenti di Didimo ai Proverbi di Salomone e alle sette Epistole Cattoliche, così come dei commentari di Epifanio di Salamina sul Cantico dei Cantici. Il suo Codex Encyclicus, compilato su invito di Cassiodoro, raccoglie e traduce lettere rivolte da diversi sinodi all'imperatore Leone I in difesa dei decreti del Concilio di Calcedonia contro il monofisita Timoteo II di Alessandria.